# Hollywood Zen
Hollywood Zen è il primo album in studio del cantautore statunitense Matt Sorum, pubblicato nel 2004.

## Descrizione
L'album si ispira all'esperienza di Sorum con i tour, le dipendenze, le relazioni e la sua città natale di Los Angeles. Co-prodotto con Lanny Cordola, e registrato e mixato da Kevin Smith, il disco vede la partecipazione di vari amici di Sorum, in particolare degli ex compagni dei Guns N'Roses ed in seguito dei Velvet Revolver di Slash e Duff McKagan, che suonano rispettivamente la chitarra ed il basso in vari brani. 
La registrazione dell'album è stata ultimata poco tempo prima che si formassero i Velvet Revolver.

## Tracce
1. The Forgiving Kind – 3:27
2. Hallucination Lullabye – 4:59
3. Brand New Obscene – 2:49
4. The Blame Game – 3:55
5. Sunset Blvd. – 4:43
6. Circus of the Sun – 3:26
7. 3% Solution – 4:44
8. Scar Baby – 5:24
9. Viva la Rock – 5:00
10. Suicide Mission – 3:52
11. Confession (Bonus track) – 4:55

## Formazione
- Matt Sorum - voce, chitarra, batteria, produttore, liriche
- Chuck Wright - basso elettrico, direttore artistico, autore
- Lanny Cordola - chitarra, autore, co-produttore
- Kevin Smith - tecnico del suono, audio-mixer
- Slash - chitarra in The Blame Game
- Duff McKagan - basso in vari brani